# Peter Kornbeck
Johan Peter Kornbeck (5. januar 1837 i København – 21. august 1894) var en dansk arkitekturmaler. Kornbeck er søn af murmester Johan Henrik Kornbeck (død 19. januar 1871) og Therese Margrethe født Deuntzer (død 16. december 1889) og blev født i København 5. Jan. 1837.
Han begyndte straks efter sin konfirmation at besøge Kunstakademiet for at uddannes til arkitekt og arbejdede samtidig hos stadsbygmester H.C. Stilling; men da han fik mere lyst til at være maler, gik han over til modelskolen og begyndte at tegne hos arkitekturmaler Heinrich Hansen; men da han selv havde midler, rejste han allerede 1860, samme år, som han begyndte at udstille, til Italien for at uddanne sig på egen hånd. Efter 5 1/2 års ophold i Italien vendte han hjem, men gjorde så ofte som muligt udflugter til syden for at hente nye motiver, i 1885 med en rejseunderstøttelse fra akademiet. Han besøgte jævnlig Dalmatien og Donauegnene frem for Italien og foretrak som oftest friluftsmotiver, tit med rig staffage af folkelivet, for interiører. Dog kan blandt disse sidste fremhæves Kryptkirken San Francesco i Assisi. Hans talrige arbejder, der vare omhyggelig gennemførte, venlige og lyse i holdningen, om end ikke med udpræget originalt foredrag, vandt i almindelighed også god afsætning, så at hans livsbane en tid lang var ret lys. I 1868 ægtede han Anna Natalie Trolle (født 1849), datter af buntmager Chr. Adam T. (1813 – 1885). På selve bryllupsdagen ramte et uheld ham, i det han mistede det ene øje, medens det andet var truet; dog kom han sig, og uheldet synes ingen indflydelse at have haft på udøvelsen af hans virksomhed. i de sidste to år af sit liv sygnede han hen og døde 21. august 1894 på sine svigerforældres ejendom, hvor han havde levet og virket i hele sit ægteskabs tid.